# HD 144987
HD 144987，又名CD-3310961，SAO 207403、HR 6007，是一颗恒星，视星等为5.54，位于銀經343.63，銀緯13.22，其B1900.0坐标为赤經16h 3m 27.8s，赤緯-33° 13.22′ 49″。